# Il corvo e la volpe (personaggi)
Il corvo e la volpe (The Fox and the Crow) sono due personaggi dei cartoni animati creati da Frank Tashlin per lo studio Screen Gems.

## Episodi di Columbia Pictures
- The Fox and the Grapes (1941)
- Room And Bored (1943)
- Way Down Yonder In The Corn (1943)
- The Dream Kids (1944)
- Mr. Moocher (1944)
- Be Patient, Patient (1944)
- The Egg-Yegg (1944)
- Kuku Nuts (1945)
- Treasure Jest (1945)
- Phoney Baloney (1945)
- Foxy Flatfoots (1946)
- Unsure Runts (1946)
- Mysto Fox (1946)
- Robin Hoodlum (1948)
- The Magic Fluke (1949)
- Punchy DeLeon (1950)